# Feral Interactive
Feral Interactive é uma publicadora de jogos de vídeo para plataformas Mac OS X e Linux. Ela foi fundada em 1996 e possui a sua sede em Londres, Reino Unido. Feral Interactive trabalha com editoras como a Square Enix, 2K Games, Sega, Warner Bros Interactive Entertainment e Codemasters. Feral desenvolve a portabilidade de jogos populares dos seus parceiros incluindo: a série Total War, Batman: Arkham, Tomb Raider e XCOM: Enemy Unknown.
Vende os jogos que publica através da Steam, Mac App Store e também na sua loja própria a "Feral Store" .
De 1996 a 2013 a Feral Interactive publicou jogos exclusivamente para Mac OS. Em junho de 2014 a Feral Interactive  lançou o seu primeiro jogo para Linux, XCOM: Enemy Unknown. Ela continua publicando jogos para as plataformas Mac e Linux.

## Prémios
Em 2006, a versão para Mac de The Movies ganhou um prêmio BAFTA na categoria de melhor jogo de Simulação.
A versão Mac de Deus Ex: Human Revolution ganhou em 2012 o Apple Design Award como parte da Mac Developer Showcase.

## Jogos

### Linux
- Alien: Isolation
- Company of Heroes 2
- Empire: Total War Collection
- F1 2015
- GRID Autosport
- Life Is Strange
- Medieval II: Total War
- Middle-earth: Shadow of Mordor
- Tomb Raider
- XCOM: Enemy Unknown - Edição Completa
- XCOM 2
- HITMAN™